# سابين بيدرسن
سابين بيدرسن (5 مايو 1986 بآلبورغ في الدنمارك - ) (بالدنماركية: Sabine Pedersen)‏ هي لاعبة كرة يد دانمركية. لعبت مع Aalborg DH ‏.